# Agudos
Agudos est une municipalité brésilienne de l'État de São Paulo et la Microrégion de Bauru.

## Démographie
| Évolution de la population (municipalité) | Évolution de la population (municipalité) | Évolution de la population (municipalité) | Évolution de la population (municipalité) |
| Année                                     | Population                                |                                           | %±                                        |
| ----------------------------------------- | ----------------------------------------- | ----------------------------------------- | ----------------------------------------- |
| 1920                                      | 15 702                                    |                                           |                                           |
| 1940                                      | 22 352                                    |                                           | 42,4%                                     |
| 1950                                      | 16 751                                    |                                           | −25,1%                                    |
| 1960                                      | 17 075                                    |                                           | 1,9%                                      |
| 1970                                      | 18 543                                    |                                           | 8,6%                                      |
| 1980                                      | 24 478                                    |                                           | 32,0%                                     |
| 1991                                      | 31 706                                    |                                           | 29,5%                                     |
| 2000                                      | 32 484                                    |                                           | 2,5%                                      |
| 2010                                      | 34 524                                    |                                           | 6,3%                                      |
| 2022                                      | 37 680                                    |                                           | 9,1%                                      |
| ,                                         |                                           |                                           |                                           |